# 中田村 (兵庫県)
中田村（なかだむら）は、兵庫県津名郡にあった村。現在の淡路市中田・池ノ内・王子にあたる。

## 地理
- 河川：志筑川

## 歴史
- 1889年（明治22年）4月1日 - 町村制の施行により、中田村・阿知岡村の区域を以って津名郡中田村が発足。
- 1955年（昭和30年）4月1日 - 生穂町・佐野町・志筑町・大町村・塩田村と合併して津名町が発足。同日中田村廃止。

## 交通

### 道路
現在は旧村域に神戸淡路鳴門自動車道の津名一宮インターチェンジが所在するが、当時は未開通。